# エルゲネコン
エルゲネコン(トルコ語: Ergenekon)とは、トルコの軍・治安部隊に浸透しているとされる世俗主義・愛国主義的な秘密結社につけられた名前である。トルコ政府はこうした大規模な武装した反政府グループが存在し、テロ活動や政府の転覆を企んだと非難している。
一部の人々は、エルゲネコンは「国家の中の国家」の表面であると信じている。このような「国内国家」の陰謀論は、1996年のススルルク事件以来、トルコの人々に支持されてきた。訴えられたエルゲネコンのメンバーとされる人々は、知識人、政治家、軍人などを暗殺し、社会不安を広げ、政治的な右翼と左翼の対立を煽り、爆発物などで恐慌を作りだし、最終的にはトルコの現政府を倒すことをもくろんでいたと告発されている。
一方で、ある裁判執行官は、一連の事件はトルコの教育・慈善団体であるギュレン運動とつながりがあり、同運動によるトルコ軍への陰謀があったとしている。

## 概要
「エルゲネコン」という名前が最初に語られたのはススルルク事件の時で、当時はギャングの一種のような扱いだった。しかしそれ以来、エルゲネコンは危険な方向へ変化してきていると言われている。次にエルゲネコンの名前が出たときはすでに軍人が絡んでおり、アメリカのCIAなどの後押しで設立されたと語られた。実際、エルゲネコン疑惑において主張される「破壊活動や暗殺で社会を不安におとしいれ、一種のパニック状態になった国民が自分たちを支持するように仕向ける」というやり方は、イタリアで行われた情報活動であるグラディオ作戦の手口、また同作戦におけるトルコ支部「コントルゲリラ」の動きに似ているとも指摘されている。
しかし、このようなアメリカ主導の謀略組織を思わせる初期のエルゲネコン像は、現在の実情とはかなり違いがあるとされる。現在のエルゲネコンは古いそれの分派組織であり、証言者によるとエルゲネコンは現在、設立当初の「コントルゲリラ」のような立ち位置を捨て、武装した秘密結社のようにふるまっている。一方で別の見方によれば、エルゲネコン構成員の容疑がかかっている者の一部は実際になんらかの罪を犯したかもしれないが、彼ら全員を共犯者とする組織のようなものはなく、ただ共通しているのはイスラム主義の色が濃いといわれる公正発展党（AKP）やエルドアン政権に反対している点だけである。おおぜいの容疑者の中の一部を違法行為で訴える証拠はあるが、あくまで一部の者に関してであり、また別の者たちが過激な政治的意見や世界観の持ち主であると分かってはいるが、やはり全体の中のごく一部の者に限られている。むしろエルゲネコンの方針は国家安全保障会議の政策に沿うものという主張もある。
一部新聞によれば、エルゲネコンの組織は一人のリーダーの下で6つの部門に分かれているとされるが、内実は定かでない。リーダーの名前も時折取りざたされるが、その時々の報道によって言及される相手はさまざまである。
エルゲネコン疑惑は多くの人々と社会全体を巻きこんだ。2011年の時点では500人以上が拘束され、そのうち約300人が検察に「エルゲネコン・テロ組織」であるとみなされていた。検察はさらに、彼らは過去30年間のトルコにおけるほとんどすべての政治的暴力について責任があると告発した。
エルゲネコンの名は、トルコ人の民族始祖アセナが隠れ住んだアルタイ山脈にある伝説的な峡谷、エルゲネコンの谷に由来すると考えられている。ユーラシアのどこかにあるテュルク民族の幻の故地という考え方は、オカルト論に登場するアガルタのように人々、特にトルコではナショナリストをひきつけてきた。このエルゲネコン神話はトルコ共和国時代の初期に積極的に社会へ流布されたが、これは共和国建国の父アタテュルクが新しいトルコを創るにあたって、宗教よりも民族意識で国民を団結させようとしたことによるものである。

## 論争
拘留者とその後に続く裁判の数が増えるにつれ、人々は何が起きているか察しはじめた。当初は知識人たちが賛成していたエルゲネコン疑惑の捜査は、同じ年のうちに起訴手続きの管理や盗聴などによる不法な証拠の入手によって非難を浴びるようになった。一連の公判が、長期化したAKP政権への批判者や評論家を黙らせるための警告に使われているという主張がなされている。2014年には告発された人々の多くが無罪とされており、専門家によって告発の根拠となった文書の一部が偽物であると証明された。
他方、宗教教育や慈善運動から病院、金融、報道に進出していった社会運動団体「ギュレン運動」の傘下にある、あるいは親エルドアン政権・親AKPのメディアがエルゲネコン疑惑について大きく時間を割いて報道し、捜査を一貫して支援してきたこと、それどころかギュレン運動の構成員が捜査に多く参加していたことも指摘されている。ギュレン運動自体が軍と対立しているわけではないが、トルコで世俗主義の守護者を自任する軍や治安組織に対し、宗教間対話やギュレン学校運営などイスラム主義とみなされかねない活動を積極的に行うギュレン運動は相性が悪いのも事実である。
なおギュレン運動と政府の関係は2013年ごろから悪化し、2014年には政権内で「並行国家」「テロ組織」と定められた。2016年の反乱事件では、実際に発生した一部の軍部隊によるクーデター未遂に際し、エルドアン大統領がギュレン運動の指導者フェトフッラー・ギュレンを黒幕と断定している。